# 貫井神社
貫井神社（ぬくいじんじゃ）は、東京都小金井市貫井南町にある神社である。

## 概要
元は貫井弁財天と称し、武蔵野段丘のふもとの景勝の地に鎮座し、貫井部落の氏神として崇拝されていた。明治維新の際神仏分離令により明治8年（1875年）厳島神社と改称、更に貫井村字一ノ久保鎮座の貫井神社を合祀、以後村社貫井神社と改称。境内には、東京の湧水57選に選ばれた清水の神池、老松が存在する。また、縄文土器を中心に貫井遺跡が付近各所より、多数出土することから、集落が早い時期より存在しており、比較的古い創建と考えられている。

## 例大祭
基本的に9月の15日に近い土曜日、日曜日とされている。
現在も貫井地区の最大級の年中行事と言え、地区内の商店街には睦会の活動が見られるところが多い。神社境内から露店が並び、地区一円を神輿がねり歩く光景が見もの。旧 貫井村(現 貫井北町と貫井南町）の鎮守として崇拝されている同社に対し、百姓衆が秋の豊作を祝って奉納されたのがきっかけとされており、祭礼時には、旧 貫井村内の各自治会が、自治会ごとに神酒所を設置し、祝っている。２日目の午後には、貫井南町３丁目および貫井北町地域と、貫井南町地域を神輿、太鼓が練り歩き、各神酒所に立ち寄る。あわせて、郷土芸能で
ある貫井囃子の山車が貫井南町の各神酒所にやってくる。

## 小金井の由来

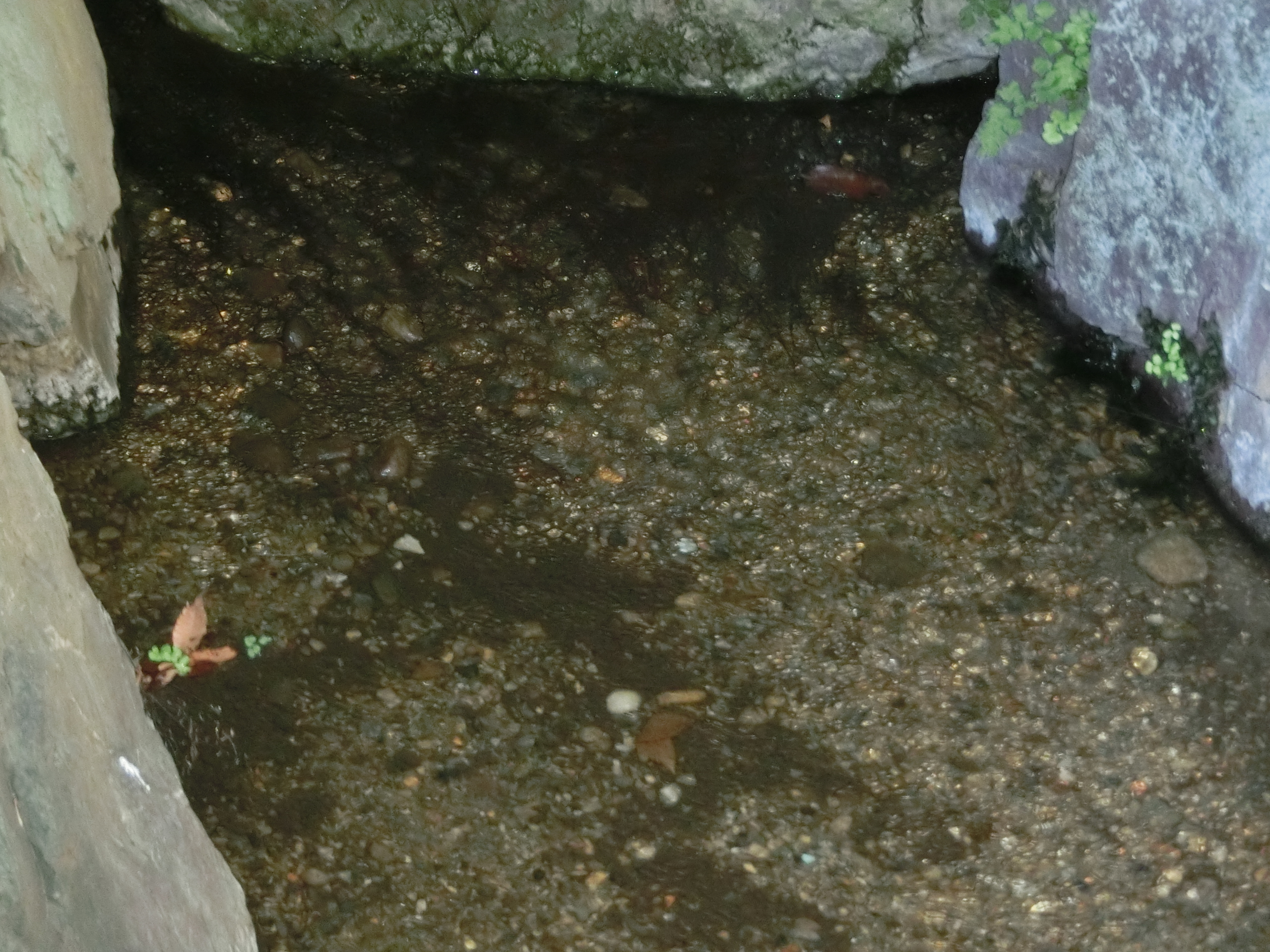
湧水

同社の湧き水が豊富で枯れることがなかったことから「黄金井」(こがねい)と呼ばれ、「小金井」の名の由来となったとされる。

## 周辺施設
- 滄浪泉園
- 東京経済大学
- 東京学芸大学
- 小金井市立小金井第四小学校